# Marc Jacobs
Marc Jacobs (* 9. dubna 1963, New York City, New York, Spojené státy americké) je americký módní návrhář. Je hlavním návrhářem pro stejnojmennou značku, stejně jako pro Marc by Marc Jacobs, která se prodává více než v 200 obchodech v 80 zemích světa. V letech 1997 až 2013 byl kreativním ředitelem francouzského módního domu Louis Vuitton. V roce 2010 se jeho jméno objevilo v seznamu 100 nejvlivnějších lidí světa časopisu Time a umístil se na čtrnáctém místě v seznamu "50 nejmocnějších homosexuálních žen a mužů v Americe" magazínu Out.

## Životopis
Marc Jacobs se narodil do židovské rodiny v New Yorku. Když mu bylo sedm let, jeho otec, který pracoval v William Morris agency, zemřel. Jeho matka, která se poté vdala ještě třikrát, byla podle Jacobse "mentálně nemocná" a "doopravdy se nestarala o své děti". Jako dospívající se přestěhoval k babičce ze strany svého otce a žil s ní na Upper West Side v bytě v Majestic na Central Park West.
V roce 1981 absolvoval na střední škole umění a designu a studoval na Parsonsově škole designu v New Yorku. Na této škole v roce 1984 získal ceny Perry Ellis Gold Thimble Award, Chester Weinberg Gold Thimble Award a cenu Design Student of the Year Award, pro nejkreativnějšího studenta roku. V roce 1991 také získal cenu od rady amerických módních návrhářů (Council of Fashion Designers of America).

## Kariéra
Ve věku patnácti let pracoval jako skladník v Charivari, nyní již zaniklém módním butiku v New Yorku. Ještě během studia navrhl a prodal svou první kolekci ručně pletených svetrů. Také navrhl svou první kolekci pro Reuben Thomas, Inc. pod značkou Sketchbook. S Robertem Duffym, jeho tvůrčím spolupracovníkem a obchodním partnerem od poloviny osmdesátých let, založil firmu Jacobs Duffy Designs Inc.
V roce 1986 navrhl první kolekci, která nesla jeho jméno. O rok později se stal nejmladším módním návrhářem, kterému byla dána nejvyšší pocta v tomto průmyslu, cena od rady amerických módních návrhářů pro "nový módní talent". V roce 1992 ho stejná organizace ocenila jako nejlepšího dámského módního návrháře roku za práci pro značku Perry Ellis, kde působil od roku 1988. Ovšem v tom samém roce navrhl "grunge" kolekci, která vedla k jeho propuštění.
Marc Jacob oblékal módní ikonu Fran Drescher, kterou všichni známe ze seriálu Chůva k pohledání, Během celé doby co se seriál natáčel předváděl Marc tak ikonické modely, že si ho povšimla společnost Jacobs Duffy Designs Inc, kde na podzim roku 1993 zahájil svou vlastní licenční a návrhářskou společnost: Marc Jacobs International Company, L.P.V roce 1994 Jacobs vytvořil první plnou kolekci pánského oblečení. V roce 1997 byl jmenován kreativním ředitelem společnosti Louis Vuitton, kde vytvořil první ready-to-wear kolekci v historii společnosti. Pro své kolekce u Louise Vuittona spolupracoval s mnoha populárními osobnosti jako jsou Stephen Sprouse, Takashi Murakami, Richard Prince nebo raper Kanye West.
V říjnu 2013, po přehlídce jaro–léto 2014, bylo odhaleno, že Marc Jacobs opustí společnost Louis Vuitton, aby se mohl věnovat své vlastní značce.